# Сочиавтотранс
МУП г. Сочи «Сочиавтотранс» — муниципальное унитарное предприятие, охватывающее своей деятельностью Сочи и выполняющее городские перевозки и экспедиторские услуги автобусами, а также оказывающее услуги по осмотру, ремонту автотранспорта и медицинскому осмотру водителей.
По состоянию на 2023 год предприятие обслуживает 20 автобусных маршрутов города Сочи. В парке предприятия насчитывается 387 автобусов среднего и большого класса, в основном МАЗ-103, МАЗ-206, ЛиАЗ-5292, ЛиАЗ-5293, ПАЗ-320414-05 «Вектор». Также в «Сочиавтотрансе» проходил тестовую эксплуатацию электробус АКСМ-Е321.

## Структура предприятия
Руководство предприятия, бухгалтерия, экономический и юридический отделы расположены в головном офисе предприятия, находящегося в здании автовокзала, по адресу: улица Горького, 56А.
Коммерческий отдел, отдел ТК и механики автоколонн предприятия базируются на территории бывшего ПАТП № 6 по адресу: улица Энергетиков, 2, где расположены ремонтные мастерские, что стало возможным после присоединения к предприятию в конце 2011 года МУП «Сочинское ПАТП № 6».

Небольшая часть автотранспорта, обслуживающая Лазаревский район города, базируется на территории ОАО «Дагомысское пассажирское», с которым у предприятия был заключен договор на обслуживание (ликвидировано в 2020 году). Из персонала предприятия здесь находятся только водители и начальник автоколонны.
- Расписание на остановке «Театральная», 2008 год
- МАЗ-103.075  на маршруте № 19, 2008 год
- Volgabus-5270  на маршруте № 7, 2024 год